# Clytra binominata
Clytra binominata es un coleóptero de la familia Chrysomelidae. Fue descrita científicamente por primera vez en 1953 por Monrós.